# Φなる・あぷろーち
『Φなる・あぷろーち』（ファイなる・あぷろーち、Final approach）は、2004年10月7日にプリンセスソフトから発売された、PlayStation 2用の恋愛アドベンチャーゲーム。2004年10月には、テレビアニメ化もされた。2005年8月12日には、ファンディスク『Φなる・あぷろーち -final fandisk-』が発売された。
2008年2月28日、続編である『Φなる・あぷろーち2 〜1st priority〜』が発売された。

## ストーリー
あるバレンタインデーの日、水原涼の家に1人の少女が訪ねて来た。彼女の名は益田西守歌。彼女は1包みのチョコと共に指輪を取り出し、強引に涼の指にはめる。それも、無理に外そうとしたら爆発するという言葉と共に。西守歌は更に、自分が涼の許嫁だと語る。こうして涼の、波乱に満ちた結婚相手選びが始まるのであった。

## 登場人物
シナリオ担当の三浦洋晃によるお遊びで、主要人物の名字は全員「ま行」で始まっている。三浦が手掛けた本作以降の作品では、同様の「名前遊び」が伝統的に行われるようになった。

### メインキャラクター
水原 涼（みずはら りょう）
声 - 岸尾大輔 / 幼少期 - 儀武ゆう子（アニメのみ）
本作の主人公。私立鹿角高校2年生。両親は既に交通事故で他界しており、妹の明鐘と二人暮らし。そのため極度のシスコン。明鐘と母親が違う事を知らない。実の母親の名は瑞恵（みずえ、声 - たかはし智秋）、父親の名は恭也（きょうや）。
学費免除されている事への義務感と保護者の春希に対する恐怖から、ギャルゲーの主人公としては珍しく勉強ができる（できないと命に関わる）。笑穂曰く「我がクラスが誇る罵倒キング」。
益田 西守歌（ますだ しずか）
声 - 野川さくら
身長152cm・体重41kg。突然涼の前に現れ、爆弾の婚約指輪を着けさせて許嫁と名乗った少女。実は爆発するというのは嘘だったのだが、訪問早々からの非常識な言動の数々は、爆弾の使用もやりかねないと涼に思わせるのに充分だった。
外見は大和撫子を思わせるお嬢様で、実際に炊事・洗濯・掃除など家事技能は万能の、自称「超高性能の大和撫子」。しかし中身は自他ともに認める腹黒。だが実際の所は、自らの手の内を惜しげも無く語る、周りの事などお構い無しに猪突猛進する、笑穂をライバルとして認めるなど、むしろ竹を割ったようなさっぱりした性格。その性格故か、本来、ライバルとなりえる他の女性ヒロインたちとも仲が良く、アニメ版では良く一緒に行動している。
実は涼より一つ年下で、本来なら明鐘と同じ学年だが、涼と一緒に授業を受けたいからと学校に圧力をかけ、同じクラス、しかも隣の机に転入してくる。本人曰く「権力って便利でしょ?」。だが本来の学年の勉強を自習で取り戻そうとするなど、努力家な面もある。かつては山葉女子高校に通っていた。
お爺ちゃん子で、父とは仲が悪い。涼の下へ押しかけたのは、最初は祖父の願いを叶える為だったが、次第に本気になっていく。
頭の後ろに結んでいる大きなリボンが特徴。リボンの柄は原作ではオレンジのチェック、アニメ版では赤やピンクの単色。
水原 明鐘（みずはら あかね）
声 - 松来未祐
涼の妹。鹿角高校1年生。身長155cm・体重43kg。引っ込み思案な性格で、極度のブラコン。美紀からは「鐘ちゃん」と呼ばれている。
母親の名は慶子（けいこ、声：田村ゆかり）。涼とは異母兄妹なのだが、父親も違う（全く血が繋がっていない）ものと思っており、涼への想いは既に完全な恋愛感情となっている。
陸奥 笑穂（むつ えみほ）
声 - たかはし智秋
涼の同級生。身長165cm・体重49kg。兄の影響から男じみた（もしくは冷徹な）性格と喋り方だが、資産家の娘であり一応お嬢様。涼からは「お嬢」、美紀からは「笑りん」と呼ばれている。
自覚は無いが美人で、モテる。しかし男子から告白される度、にべもなく振ってきたため、そっちの趣味があると誤解されることもある。
アニメ版では涼に想いを寄せる描写が増えた他、意外とノリが良く、西守歌ともライバルながら仲良く行動を共にするなど、より感情表現豊かになっている。
守屋 美紀（もりや みき）
声 - 田村ゆかり
涼の幼なじみ。身長162cm・体重49kg。中学時代は引っ越していたが（その間は明鐘と文通していた）、声優養成校に通うため高校入学時に単身戻って来た。明鐘からは「みぃちゃん」と呼ばれている。なお、涼・笑穂・美紀（・西守歌）は同じクラスである。
ゲーム版では普通レベルの料理の腕と自称しているが、アニメ、ドラマCDと進むにつれどんどん不器用になっていく。また何故かプロレス技を得意とし、必殺技はスコーピオン・デスロック。
明鐘と仲良しで、アニメ版では涼が明鐘を泣かせたと知ると、即座にプロレス技をかける。
兄・浩史（ひろし）がいるが、本編中には登場しない。
芽生 百合佳（めのう ゆりか）
声 - 皆口裕子
涼のアルバイト先での先輩。身長156cm・体重40kg。春希の恋人。童顔だが涼より一つ歳上で、お姉さんぶる事がよくある。おっとりした性格。
獣医師志望だったが、第一志望の大学に落ちてしまう。春希を一途に慕っているものの、いかなる時でも仕事を優先する春希の性格に適応しきれず、寂しげな表情を見せることが多い。

### サブキャラクター
武笠 春希（むかさ はるき）
声 - 岡野浩介
通称「ハル」。涼と明鐘の保護者で、かなり年の離れた従兄。厳密には明鐘の従兄（明鐘の母・慶子の姉の子）で、涼と血縁は無い。趣味で喫茶店「プラーヴィ」を開いており、涼・明鐘・百合佳はそこでアルバイトしている。いつもプラーヴィの隅の“指定席”で、ノートパソコンを使い本業と思われる何かをしている。かなり美形であり、彼目当ての女性客が少なくない。
年齢は、百合佳と10歳以上離れているため30代と思われるが（慶子より7歳下）、数年前からずっと29歳と主張しており、実際免許証の生年月日も毎年29歳を裏付けている。本人曰く「正式な手続きを経て交付されたもの」らしいが、別の場面で「（西守歌に民法を改正させる力があるなら）自分にも公文書を書き換える程度の力はある」と言っている。
無表情で冷徹に振る舞い、傍若無人な性格の西守歌でさえ彼の前には徹底した論理攻めを食らって常に打ち負かされるほどで、この作品世界における最強キャラとも言えるが、本来は割と善良。家族は血縁でなるものではないと語る。
百合佳と付き合っており、後に結婚する。彼女にちょっかいを出す相手には情け容赦ない。
名前と職業のモデルは村上春樹。
益田 守（ますだ まもる）
声 - 中國卓郎（アニメのみ）
西守歌の祖父で、益田グループの総帥。総理大臣とも知己。少子化対策の国家的お見合いプロジェクト（但し従わなければ懲役刑）、と称する「RTP推進委員会」の黒幕。アニメ版では名前が明かされていない。
益田 誠一郎（ますだ せいいちろう）
声 - 飯島肇
西守歌の父で益田グループの現代表者。娘思いの頑固親父。守の「RTP推進委員会」に反対しており、西守歌を屋敷に連れ戻そうとする。アニメ版では名前が明かされていない。
黒服
声 - 保村真（アニメのみ）
西守歌の命令に絶対服従（但し守・誠一郎の方が優先順位が高い）の、全員同じ顔で同じ声のボディーガード集団。ゲーム版とアニメ版では、容姿や性格などの描写が異なる。
ゲームでは加藤・田代・本田といった名前がある。アニメ版では涼と西守歌がいい雰囲気になると、ちびキャラ状態でホロ泣きする。またアニメ最終話では、水兵たちと共に花嫁役決定コンテストの審査員を担当した。
ノッポさん
声 - 中國卓郎（アニメのみ）
本名不明。喫茶店「プラーヴィ」の常連客の青年。明鐘にしつこく交際を迫るが、西守歌が呼び出した黒服軍団に店を追い出される。
陸奥 直洋（むつ なおひろ）
声 - 中國卓郎（アニメのみ）
笑穂の兄で大企業に勤める。ゲーム版とアニメ版では、容姿や性格が異なる。
理知的で冷静な性格のようだが、自社のCMに笑穂と涼を出演させるなど茶目っ気のある部分を見せる。アニメ版ではさらに破天荒なものになっている。外見によらず、妹思い。
犬飼（いぬかい）
声 - 保村真（アニメのみ）
親が決めた笑穂の婚約者。資産家の両親を持つ。婚約のため、留学先のアメリカから一時的に帰国してくる。人のよいアクのない性格。
アニメ版に登場する「婚約者」は容姿・性格ともにまったくの別人だが、公式コンプリートファンブックでは犬飼と書かれている。気障・見栄っ張り・外国かぶれ・ナルシストで、豪華な船上パーティーに笑穂を招く。笑穂を奪還しに涼とともに乱入した西守歌に惚れるなど、押しの強い女性に弱い。口癖は「マイハニー」。
芽生 あやめ（めのう あやめ）
声 - 中島沙樹
ゲーム版にのみ登場。百合佳の妹で中学3年生。百合佳より背が高い。特定のルートで、中学卒業と同時にプラーヴィの新入りアルバイトとなって登場する。
ファンディスク収録の番外編ではあやめが主人公を務める。超美形の春希が凡庸な姉と結婚することになった理由を探るため、プラーヴィにアルバイトとして潜入する。
松浦（まつうら）
ゲーム版にのみ登場。明鐘の先輩にして親友である女生徒。春に高校を卒業し、明鐘は非常に悲しんだ。
担任教師
声 - 稲村優奈
アニメ版にのみ登場。涼たちのクラスの担任の女性教師。元々は『野暮ったい』を絵に描いたような地味な容姿・性格だったが、西守歌が強引に転入して来た際に益田家の力でほとんど別人のような美女に変身した。
水兵
声 - 篠原誠、飯島肇
アニメ版にのみ登場。全員同じ顔の、陸奥家に仕える用心棒。いつも笑顔で隆起した筋肉を見せて相手を圧倒する。口癖は「HEYHEY（ヘイヘイ）」「HAHAHA（ハハハ……）」。笑穂の婚約パーティーや花嫁役決定コンテストで、西守歌率いる黒服軍団と対決・共演した。

## スタッフ
- ディレクター - 釜野慎司
- シナリオ - 三浦洋晃
- キャラクターデザイン - 西又葵（Navel）
- ゲーム原画 - ひばりヶ丘東口
- 音楽制作 - 野中“まさ”雄一

## 主題歌
オープニング「Φなる・あぷろーち」
作詞 - 三浦洋晃 / 作曲 - 原田勝通 / 編曲 - Angel Note / 歌 - yozuca*
- 歌詞の前半を縦読みすると、ヒロイン達の名前が並ぶようになっている。

エンディング「光風」
作詞 - 三浦洋晃 / 作曲 - 原田勝通 / 編曲 - Angel Note / 歌 - 橋本みゆき

## テレビアニメ
2004年10月2日から2004年12月25日まで、『プリンセスアワー』枠内で全13話が放送された。『W〜ウィッシュ〜』との2本立て放送だが、放送回によりどちらを先に放送するかランダムで決めている（詳細は『プリンセスアワー』を参照）。UHFアニメにあたる。
西守歌の行動がより過激になったり（最初の出会いからして「パラシュート降下で水原家に窓から突入」というもの）、事あるごとにキャラクターがちびキャラ化したりするなど、コメディ色が非常に強くなっている。
DVD版ではお色気シーンなどの新規映像や次回予告が追加されている。しかし前者に対してはファンから蛇足との声が挙がったため、監督の山本は意外な反応に驚き、メインライターの長谷川は嬉しい誤算と語った。

### スタッフ（アニメ）
- 監督 - 山本天志
- シリーズ構成 - 長谷川勝己
- キャラクター原案 - 西又葵
- キャラクターデザイン・総作画監督 - 島沢ノリ子
- SDキャラクターデザイン - 伊部由起子
- 色彩設定 - あかほりくみこ
- 美術監督 - 針生勝文
- 撮影監督 - 近藤靖尚
- 編集 - 内田恵
- 音響監督 - 飯塚康一
- 音楽 - Angel Note
- プロデューサー - 大宮三郎、川﨑とも子
- アニメーション制作 - トライネットエンタテインメント、ZEXCS
- 製作 - Φなる・あぷろーち製作委員会

#### 主題歌（アニメ）
オープニングテーマ「君色パレット」（第1〜11、13話。第12話はED）
作詞 - rino（CooRie） / 作曲 - 影山ヒロノブ / 編曲 - 須藤賢一 / 歌 - 野川さくら
エンディングテーマ「Love,Fate,Love」（第1〜10、13話）
作詞・作曲・歌 - 橋本みゆき / 編曲 - 景家淳
挿入歌「涙のティアラ」（第11話ED）
作詞 - rino / 作曲 - 影山ヒロノブ / 編曲 - 須藤賢一 / 歌 - 野川さくら

### 各話リスト
| 話数   | サブタイトル                    | 脚本              | 絵コンテ   | 演出     | 作画監督          |
| ------ | ------------------------------- | ----------------- | ---------- | -------- | ----------------- |
| 第1話  | 大推参!! 愛と宿命の美少女!      | 長谷川勝己        | 山本郷     | 山本郷   | 島沢ノリ子        |
| 第2話  | 大爆誕!! 愛と喝采の転校生!      | 長谷川勝己        | 山本郷     | 山本天志 | 伊部由起子        |
| 第3話  | 大激突!! 愛と野望の龍虎!        | 長谷川勝己        | 山本郷     | 山本郷   | 島沢ノリ子        |
| 第4話  | 大決断!! 愛と青雲の船出!?       | 長谷川勝己        | 難波日登志 | 山本天志 | 伊部由起子        |
| 第5話  | 大接近!? 愛と死の湯けむり地獄!  | 水越保 長谷川勝己 | 山中英治   | 三原武憲 | 輿石暁            |
| 第6話  | 大衝撃!! 愛と哀しみの果て!      | 長谷川勝己        | 山本郷     | 山本天志 | 伊部由起子        |
| 第7話  | 大悲恋!! 愛と慕情のみぞれ雪     | 長谷川勝己        | 山本郷     | 山本天志 | 伊部由起子        |
| 第8話  | 大熱発!! 愛と追憶の“あ〜ん”     | 水越保 長谷川勝己 | 大原実     | 三原武憲 | 斉藤あこや 村松圭 |
| 第9話  | 大決戦!! 愛と銃撃の彼方!        | 長谷川勝己        | 大原実     | 辻大輔   | 斉藤あこや 村松圭 |
| 第10話 | 大発動!! 愛と無情の召還状!      | 長谷川勝己        | 大原実     | 山本天志 | 島沢ノリ子        |
| 第11話 | 大終焉!? 愛と別れの雛人形!      | 長谷川勝己        | 山本郷     | 山本天志 | 伊部由起子        |
| 第12話 | 大喝采!! 愛と祝福のバッカ野郎!  | 長谷川勝己        | 山本郷     | 山本天志 | 伊部由起子        |
| 第13話 | 大争奪!! 愛と栄光のウェディング | 長谷川勝己        | 大原実     | 山本郷   | 島沢ノリ子        |

### 放送局
| 放送地域 | 放送局             | 放送期間                     | 放送日時           | 放送系列       | 備考             |
| -------- | ------------------ | ---------------------------- | ------------------ | -------------- | ---------------- |
| 神奈川   | tvk                | 2004年10月2日 - 12月25日     | 土曜 25:30 - 26:00 | 独立UHF局      |                  |
| 兵庫県   | サンテレビ         | 2004年10月4日 - 12月27日     | 月曜 24:40 - 25:10 | 独立UHF局      | [ 6 ]            |
| 千葉県   | ちばテレビ         | 2004年10月5日 - 12月28日     | 火曜 26:00 - 26:30 | 独立UHF局      |                  |
| 埼玉県   | テレ玉             | 2004年10月6日 - 12月29日     | 水曜 25:00 - 25:30 | 独立UHF局      |                  |
| 京都府   | KBS京都            | 2004年10月6日 - 12月29日     | 水曜 25:55 - 26:25 | 独立UHF局      |                  |
| 日本全域 | キッズステーション | 2004年10月7日 - 2005年1月6日 | 木曜 24:30 - 25:00 | CS放送         | リピート放送あり |
| 愛知県   | テレビ愛知         | 2004年10月7日 - 12月30日     | 木曜 25:58 - 26:28 | テレビ東京系列 |                  |
| 日本全域 | GYAO!              | 2007年8月28日 - 10月9日      | 火曜 12:00 - 14:00 | ネット配信     | Φ/Wを2話ずつ放送 |

## その他ゲーム

### ファンディスク
2005年8月12日に通販限定で発売されたWindows用ファンディスク。芽生あやめを主人公とした外伝ストーリー「Spring Holidays」と、麻雀ミニゲーム「Φなる麻雀」、壁紙集、システムボイス等が収録されている。

### S!アプリ版
2005年11月より、S!アプリ版が配信されている（提供・タイトー）。西守歌・明鐘・百合佳編と美紀&笑穂編に分かれており、後者は2006年3月に追加された（美紀&笑穂編は単独でもプレイ可能）。音声は未収録で、対応機種は256k(Ver.2)とメガアプリ。

## CD
- φなる・あぷろーち/光風（2004年10月6日、LACM-4147）
ゲームのオープニングテーマとエンディングテーマ。
- Φなる・わーど（2004年10月7日、ZSPS-0017）
ゲーム初回版付属のオリジナルドラマCD。ストーリーの一部は後述のドラマシリーズVol.2に流用されている。
- 君色パレット（2004年10月27日、LACM-4160）
野川さくらが歌うアニメ版のオープニングテーマと挿入歌を収録。
- TVアニメ『Φなる・あぷろーち』ボーカルアルバム Love,Fate,Love（2004年11月26日、LACA-5332）
橋本みゆきが歌うアニメ版のエンディングテーマや、ヒロインのキャラクターソングなどを収録。
- TVアニメ『Φなる・あぷろーち』オリジナルサウンドトラック（2004年12月22日、LACA-5346）
- 『Φなる・あぷろーち』ドラマシリーズ
  - Vol.1 西守歌編〜涼様攻略大作戦！！〜（2005年2月2日、LACA-5351）
  - Vol.2 明鐘編〜秘密と想いと真実と…〜（2005年3月24日、LACA-5369）
  - Vol.3 美紀編〜大争奪戦！幼なじみVS自称婚約者！！〜（2005年4月27日、LACA-5376）
  - Vol.4 笑穂編〜ひとことだけの勇気〜（2005年5月25日、LACA-5383）
  - Vol.5 百合佳編〜偽りの恋！超強力惚れ薬の効果〜（2005年6月22日、LACA-5396）

## 書籍

### 小説
JIVEより2巻が発売されている。著者はゲーム版シナリオ担当の三浦洋晃。
1. 2005年2月10日初版発行 ISBN 4-86176-080-1
西守歌シナリオをベースとしつつ、涼の百合佳への想いを重点的に描いている。
2. 2005年9月24日初版発行 ISBN 4-86176-207-3
笑穂シナリオがベース。涼達が2年に進級した4月から同年クリスマスまでの物語であるため、西守歌は一切登場しない。

### その他
- Φなる・あぷろーち ビジュアルファンブック - エンターブレイン、2005年1月5日、ISBN 4-7577-2110-2
- Φなる・あぷろーち 公式コンプリートファンブック - グラフィック社、2005年7月25日、ISBN 4-7661-1593-7
- Φなる・あぷろーち2×ふぁいなりすと×Φなる・あぷろーち 超豪華設定資料集 - プリンセスソフト、2008年2月28日（Φなる・あぷろーち2初回限定版付録）

## Φなる麻雀
ゲーム本編中に「水原家の伝統イベント」と称して登場人物達が麻雀を行うシーンがある。但し選択肢が1つあるだけで、プレイヤーが実際に麻雀を打つ訳ではない。
制作当初の予定では、麻雀の結果は翌日のイベントの発生有無にのみ影響し、イベントCGが1枚表示されるかされないかの違いに留まる筈だった。しかし開発終盤に、シナリオ上の矛盾点を解消するため、そのイベントが笑穂グッドエンドへのフラグの一つに急遽変更されたことで、麻雀の勝敗がグッドエンドに直結することになってしまった。
アニメ版で麻雀が描かれる事は無かったが、アニメの関連商品であるCDドラマシリーズVol.3にて、「笑穂=麻雀」というギャグが大々的に使われた。そしてファンディスクに「Φなる麻雀」として麻雀そのものが収録され、「Φなる」シリーズの伝統として定着した。
「Φなる・あぷろーち2」に於いても本編に麻雀シーンがあり、勝敗が一部のエンディングに関わる。また、単独で制作された「あぷりーち麻雀」が、本編発売に先行してコミックマーケット73やオンラインにて配布された。PSP版では本編にあぷりーち麻雀も収録されている。